# .eu
.eu는 유럽 연합(EU)의 인터넷 국가 코드 최상위 도메인이다. EURid가 도메인을 관리한다.
2005년 12월 7일에 출시된 이 도메인은 유럽 연합에 기반을 둔 모든 개인, 회사 또는 조직에서 사용할 수 있다. 이는 규정이 EEA 협정에 통합된 후 2014년에 유럽 경제 지역으로 확장되었으며, 따라서 아이슬란드, 리히텐슈타인 및 노르웨이에 기반을 둔 모든 개인, 회사 또는 조직에서도 사용할 수 있다. TLD는 원래 벨기에, 스웨덴, 이탈리아의 국가 ccTLD 등록 운영자로 구성되어 나중에 체코 공화국의 국가 등록 운영자가 합류한 컨소시엄인 EURid에 의해 관리된다. 상표 소유자는 사이버 투기를 방지하기 위한 노력의 일환으로 일출 기간 동안 등록을 제출할 수 있었다. 전체 등록은 2006년 4월 7일에 시작되었다.

## 같이 보기
- 유럽 연합